# Unione dei comuni Fiesole-Vaglia
L'Unione dei comuni Fiesole-Vaglia era un'unione di comuni della Toscana, nella Città metropolitana di Firenze, formata dai comuni di: Fiesole e Vaglia.

## Storia
L'unione nasce il 28 ottobre 2011 per volontà delle Amministrazioni di Fiesole e Vaglia.
Tre anni dopo viene deciso di sciogliere l'ente a partire dal 1º gennaio 2015.